# Віктор Брюс, 9-й граф Елґін

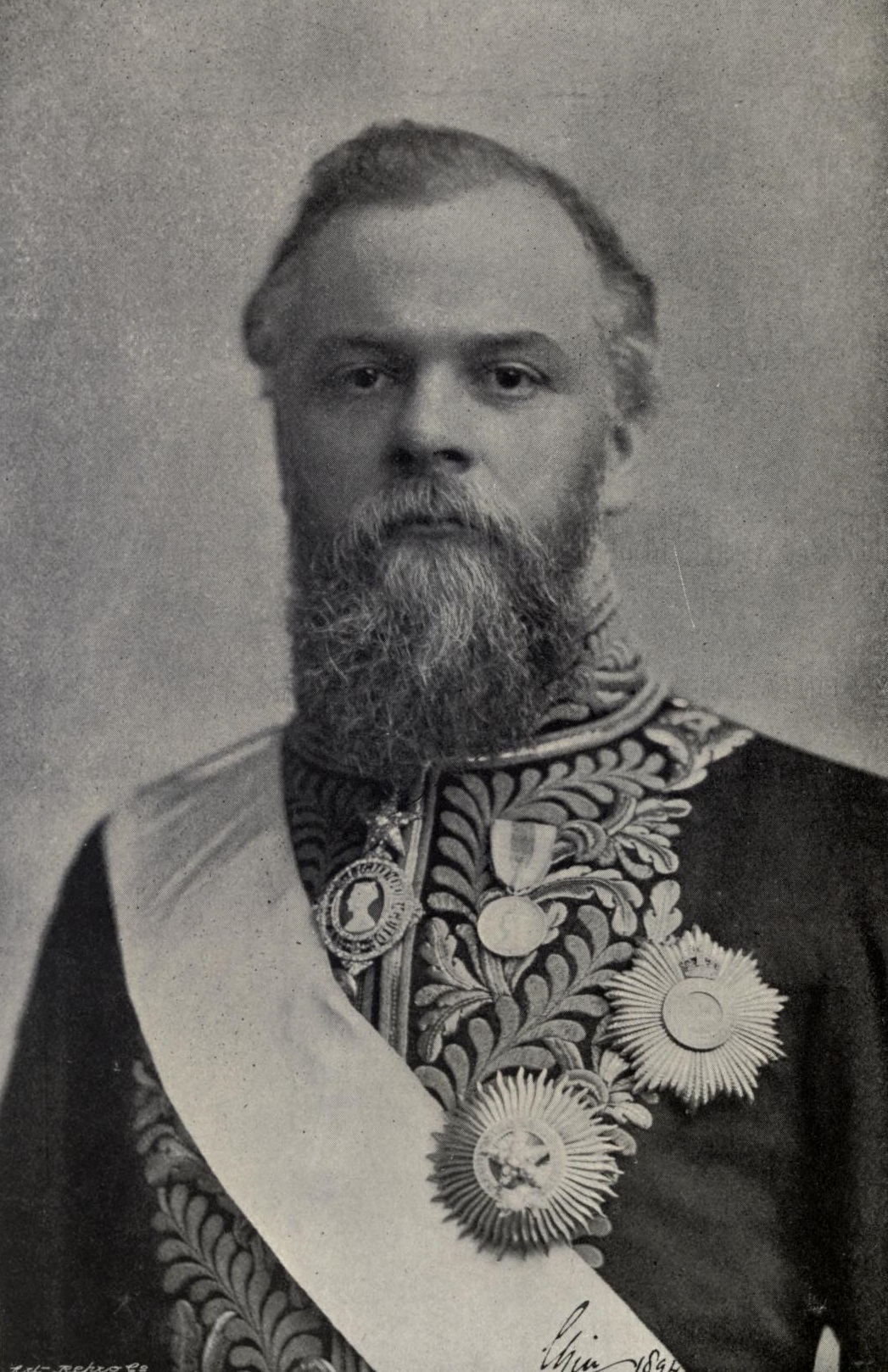
Віктор Брюс, 9-й граф Елґін, 1897

Віктор Александр Брюс, 9-й граф Елґін , KG, GCSI, GCIE, PC (16 травня 1849; Монреаль — 18 січня 1917, Данфермлайн) — британський ліберальний політик і державний діяч.

## Життя і діяльність
Він був старшим сином Джеймса Брюса, 8-го графа Елґіна, від шлюбу з леді Мері Луїзою Ламбтон, дочкою Джона Ламбтона, 1-го графа Дарема. Як спадкоємець свого батька, він від народження носив титул лорда Брюса. Віктор народився в Монреалі, де його батько обіймав пост британського генерал-губернатора Домініону Канади. Освіту здобув у Триніті-коледжі, Ґленалмонді та Ітоні, також навчався в коледжі Бейліол Оксфордського університету.
Він був ще неповнолітнім, коли в 1863 році після смерті батька отримав дворянські титули 9-го графа Елґіна, 13-го графа Кінкардена, 9-го лорда Брюса з Кінлосса, 13-го лорда Брюса Торрі та 2-го барона Елґіна. З останнім титулом барона було пов'язане місце в Палаті лордів, яке він міг обіймати після досягнення повноліття. 5 квітня 1878 року він виголосив свою першу парламентську промову.
У лавах Ліберальної партії розпочав свою політичну кар'єру в 1886 році як перший уповноважений у справах зайнятості і скарбник домашнього господарства в уряді Ґладстона. У тому самому році він став членом Таємної ради і лордом-лейтенантом Файфширу. З 1894 до 1899 року за наполяганням Ґладстона, незважаючи на його власні застереження і скептицизм королеви Вікторії, Брюс виконував обов'язки віце-короля Індії. Більш представницький офіс віце-короля з його екстравагантним способом життя не сподобався досить консервативному і скромному Брюсу. У 1899 році він повернувся до Англії і був прийнятий там як лицар-компаньйон до  Ордена Підв'язки. У 1902—1903 роках був головою парламентського слідчого комітету щодо ведення Другої англо-бурської війни.
Коли ліберали повернулися до уряду в 1905 році, Генрі Кемпбелл-Баннерман спочатку планував Брюса на посаду міністра закордонних справ, але врешті дійшов згоди з Гербертом Генрі Асквітом, лідером правого крила партії, про призначення на цю посаду Едварда Ґрея, натомість Брюса - на посаду міністра колоній (державного секретаря у справах колоній). Молодий Вінстон Черчілль був поруч із ним на посаді заступника держсекретаря. Черчилль з його манерою самореклами та його різнобічними талантами, незважаючи на нижчу посаду, був популярнішим серед публіки, ніж його начальник, Брюс. Крім стриманої, майже сором'язливої манери Брюса – широко засвідчено, що він майже ніколи не виступав на засіданнях кабінету, а також брав участь у дискусіях майже виключно лише про власний портфель – його позиціонування в Палаті лордів зробило вирішальний внесок у те, що йому не вдалося здобути репутації в Палаті громад, необхідної для виходу на центральну сцену британської політики. Як міністр колоній Брюс дотримувався більш консервативної лінії, в тому числі виступав проти запропонованого прем'єр-міністром Кемпбеллом-Баннерманом радикального вирішення південноафриканського питання через перетворення колоній Південної Африки на домініон. У 1907 році Брюс був розпорядником Імперської конференції.
У 1908 році, після смерті Кемпбелла-Баннермана і формування уряду Асквіта, в якому йому не запропонували посади, Брюс пішов у відставку та усунувся від публічного життя.

## Шлюби та нащадки
У 1876 році він одружився з леді Констанс Мері Карнеґі (1851-1909), дочкою Джеймса Карнеґі, 9-го графа Саутеска . Від цього шлюбу народилося одинадцятеро дітей:
- Едвард Брюс, 10-й граф Елґін (1881–1968), ⚭ 1921 Кетрін Елізабет Кокрейн, дочка Томаса Кокрейна, 1-го барона Кокрейн з Калтс ;
- Роберт Брюс (1882–1959), майор британської армії, ⚭ 1910 Мері Кетрін Ліндлі;
- Александр Брюс (1884–1917), окружний комісар у Британській Східній Африці ;
- Девід Брюс (1888–1964), полковник британської армії, ⚭ 1919 Джанет Росторн;
- Джон Бернард Брюс (1892–1971), капітан Королівського флоту, ⚭ 1923 Гелен Рейчел Росторн;
- Віктор Александр Брюс (1897–1930), ⚭ 1929 Мод Рудольф Снеддон;
- Елізабет Мері Брюс (1877–1944), ⚭ 1898 сер Генрі Бебінгтон Сміт;
- Крістіан Августа Брюс (1879–1940), ⚭ 1904 Сер Герберт Кіннерд Оґілві, 12-й баронет;
- Констанція Вероніка Брюс (1880-1969);
- Марджорі Брюс (1885-1901);
- Рейчел Кетрін Брюс (1890–1964), ⚭ 1911 сер Гаррі Калверт Вільямс Верні, 4-й баронет.

У 1913 році він одружився з Гертрудою Ліліан Шербрук († 1971), вдовою Фредеріка Чарльза Ешлі Оґілві. З нею мав сина:
- Бернард Брюс (1917–1983), капітан британської армії, ⚭(1) 1958–1968 Мері Кокс Гамфріс, ⚭(2) 1970–1976 Джорджина Джулія Сьюзен Ардженті, ⚭(3) 1976 Мері Патрісія Аннес.

## Вебпосилання
- HANSARD 1803–2005 → Mr Victor Bruce [Архівовано 16 лютого 2022 у Wayback Machine.](англ.)
- Victor Alexander Bruce, 13th Earl of Kincardine//ThePeerage [Архівовано 27 січня 2022 у Wayback Machine.](англ.)